# Lonicera webbiana
Lonicera webbiana là một loài thực vật có hoa trong họ Kim ngân. Loài này được Wall. ex DC. mô tả khoa học đầu tiên năm 1830.

## Hình ảnh

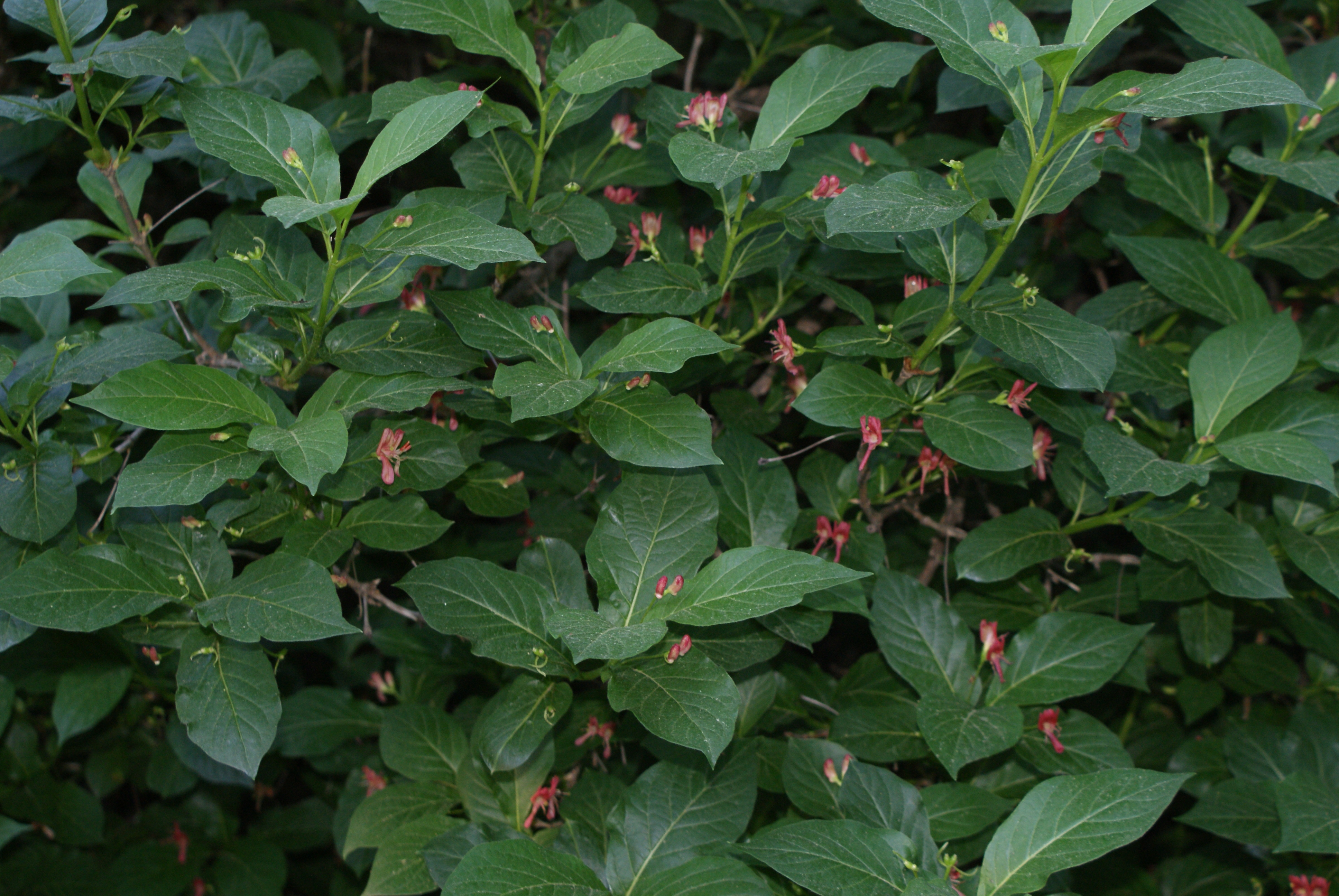